# Vaccarizzo Albanese
Vaccarizzo Albanese este o comună din provincia Cosenza, regiunea Calabria, Italia, cu o populație de 992 locuitori (1 ianuarie 2023) și o suprafață de 8,53 km².

## Demografie
Vaccarizzo Albanese - evoluția demografică

|  | Graficele sunt indisponibile din cauza unor probleme tehnice. Mai multe informații se găsesc la Phabricator și la wiki-ul MediaWiki. |

Date: Recensăminte sau birourile de statistică - grafică realizată de Wikipedia